# ذهب مع الريح (رواية)
ذهب مع الريح (بالإنجليزية: Gone with the Wind)‏ هي رواية للكاتبة الأمريكية مارغريت ميتشل، أصدرت عام 1936 وهي الرواية الوحيدة للكاتبة٬ بدأت كتابتها بعد أن أصيبت بمرض أجبرها على المكوث في البيت فترات طويلة. اكتسبت هذه الرواية شهرة واسعة، حصلت ميتشل على جائزة البوليتزر للرواية في عام 1937. تم تحويلها إلى فيلم أمريكي عام1939. «ذهبت مع الريح» هي الرواية الوحيدة التي نشرتها ميتشل خلال حياتها.

## القصة
تروي قصة فتاة بسيطة٬ أثناء الحرب الأهلية بين ولايات الشمال والجنوب الأمريكية٬ دمرها الحب، في بداية حياتها، ورمي بها بين أحضان رجل أحبها بعمق ولكنها لم تمنحه سوى الكراهية والانتقام.
تفاصيل هامة، وأحداث مؤثرة ومثيرة ترويها الكاتبة في هذه الرواية التي تحمل في طياتها صوراً من المجتمع الأميركي ككل ومجتمع ولاية جورجيا بشكل خاص. 
في يوم مأدبة الشواء، تعمدت سكارليت إغواء العديد من الأولاد في محاولة لإثارة غيرة آشلي، وفي الوقت نفسه التقت برجل غامض اسمه ريت بتلر (ريت بتلر) جاء من الخارج. سمعت سكارليت عن السمعة السيئة لبرايدر من الجمهور، ولم تأخذ الأمر على محمل الجد.
عندما حصلت سكارليت على فرصة أن تكون بمفردها مع آشلي، عبرت سكارليت على الفور عن حبها لآشلي، لكن آشلي قالت إن ميلاني وشخصيته كانت أقرب، وبالتالي أكثر ملاءمة له، ورفضت سكارليت. عندما غضبت سكارليت، وبّخت آشلي بغضب قائلة:"أنها لا ينبغي لها إقناعها أو تضليلها، وإقناعها بأنه يحبها، وصفع آشلي على وجهها. بعد مغادرة آشلي، وجدت سكارليت غاضبة أن براد كان يختبئ خلف كرسي الأريكة وسمعت المحادثة بين الاثنين. قالت سكارليت التي شعرت بالخجل والغضب، "إن براد لم يكن شخصًا جيدًا". ورد براد ردًا ساخرًا أيضًا حيث قال "إنها ليست امرأة جيدة أيضًا".
اعترفت سكارليت المحبطة بإحباطها، فقبلت على عجل عرض شقيق ميلاني هان تشارلي وتزوجت تشارلي في غضب، من أجل إنقاذ وجه رفضها لاعترافها، متظاهرة بأنها لم تأخذ مسألة آشلي في الاعتبار. لكن لم يكن متوقعًا أن تشارلي الذي انخرط في الحرب الأهلية، وتٌوفي في الجيش بعد فترة وجيزة من الزواج، وتحولت سكارليت من امرأة عزباء إلى أرملة في غضون بضعة أشهر. من أجل إراحة سكارليت، دعت عائلة ميلاني سكارليت للعيش معها في أتلانتا. هناك، التقى سكارليت مرة أخرى براد، الذي تحول من الأسود إلى الأبيض لأنه أدار الحصار لنقل البضائع. في إحدى البطولات، دعا ريد سكارليت، الذي كان في حداد، للرقص. وأثناء الرقص، قال ريد رغبتي في الحصول على سكارليت، لكن سكارليت رفضته رفضًا قاطعًا.
تعامل ميلاني سكارليت على أنها أخت، تجهل حب سكارليت لأشلي واستياءها من نفسها. خلال الحرب، عاش الاثنان معًا تحت سقف واحد. ولدت ميلاني قبل الأوان عندما استولى الجيش الشمالي على أتلانتا، وبمساعدة ريد، استولت سكارليت على ميلاني وهربت إلى تارا مانور، لكن تارا تعرضت للنهب، وتوفيت والدتها لفترة طويلة، لذلك كان والدها نشيطًا للغاية. غير طبيعي.
سكارليت، التي حملت عبء الأسرة على كتف واحدة، عملت بجد لزراعة القطن، حتى أنها أطلقت النار وقتلت جنديًا شماليًا دخل وسرق. عندما انتهت الحرب، عاد آشلي أخيرًا إلى المنزل. في ظل ويلات الحرب والمجاعة والفقر، أعربت سكارليت مرة أخرى عن حبها لآشلي، واعترفت آشلي أيضًا بأنها انجذبت إلى سكارليت، لكنها لم تستطع ترك ميلاني. عندما علمت سكارليت أنها اضطرت إلى رفع ضريبة ضخمة لتارا، مزقت الستائر وصنعت مجموعة جديدة من الملابس، وحشدت الشجاعة للذهاب إلى باي رويد، الذي اعتقله الجيش الشمالي، وحاولت خداعه بشأن معاناته الماضية. في تلك الأيام، حاول شمعي الاحتيال على أموال ريت، لكن ريت رأى من خلاله، وأخبره ريت أن جيش الشمال استولى على أمواله. وفي طريق العودة، قابلت سكارليت عشيق أختها (غان فولان)، واكتشفت أنها أصبحت غنية بسبب نجاحها في العمل.
بعد زواجه من فولان، كان سكارليت يدير منشرة في فران بعقل ماهر وذكي، وكان عمله مزدهرًا، لكنه تعرض للهجوم من قبل رجل من ذوي البشرة السمراء أثناء قيادته لعربة عبر الغابة. ذهب فولان وآشلي ومجموعة أخرى للانتقام من سكارليت، وأصيب فولان بالرصاص.
بعد وفاة فران، أصبحت سكارليت أرملة مرة أخرى، لكن ريت جاء لزيارتها واقترح على سكارليت. وافق سكارليت على اقتراحه تحت ضغط ريت المتنوع. بعد الزواج، أحب ريت سكارليت بكل طريقة ممكنة ووعد بالسماح لسكارليت بتجربة فرحة الزواج. كانت سكارليت سعيدة ماديًا، لكنها ما زالت تتذكر آشلي في قلبها، مما جعل ريت يشعر بالحزن. بعد فترة وجيزة، أعطت سكارليت ريت ابنة، اسمها باي ميلان. نقلت ريت عقلها إلى ابنتها الحبيبة، واعتنى بها جيدًا ودللها بكل طريقة ممكنة.

### النوع
غالبًا ما يتم تصنيف «ذهب مع الريح» في النوع الفرعي الأدبي من الرواية الرومانسية التاريخية. جادلت باميلا ريجيس بأنه من الأنسب تصنيفها على أنها رواية تاريخية، لأنها لا تحتوي على جميع عناصر النوع الرومانسي. وصفت الرواية أيضًا بأنها كلاسيكية مبكرة للنوع التاريخي المثيرة، لأنه يُعتقد أنها تحتوي على قدر من المواد الإباحية.

## الشخصيات الرئيسية
- سكارليت أوهارا: هي بطلة الرواية والشخصية المحورية فيها، وهي أكبر أبناء جيرالد وإلين أوهارا. ولدت سكارليت عام 1844 أو 1845 في مزرعة عائلتها  تارا الواقعة في ولاية جورجيا الأمريكية. وهي من عائلةٍ كاثوليكية من أصولٍ إيرلندية وفرنسية، كما أنّها سليلة عائلةٍ ارستقراطية من طرف والدتها. تميزت سكارليت بشعرٍ أسود لامع وعيونٍ خضراء وبشرةٍ شاحبة، وكان لديها شقيقتان صغيرتان هما سوزان إلينور أوهارا وكارولين إيرين أوهارا، فيما توفي لها ثلاثة إخوة صغار في سن الطفولة. تزوجت سكارليت ثلاث مراتٍ خلال حياتها؛ فأول زواجٍ لها كان من تشارلز هاميلتون الذي مات قبل ولادة ابنهما ويد هامبتون هاميلتون. أما الزواج الثاني لها فكان من فرانك كيندي وقد أنجبت منه ابنتها إيلا لورينا كيندي. ثم كان الزواج الثالث في حياتها من ريت بتلر، فحملت منه وأنجبت فتاة سمياها بوني بلو بتلر، ثم حملت منه مرة ثانية لكنها اجهضت بعد انزلاقها عن سلالم المنزل.[5]
- ريت بتلر: هو الشخصية الرئيسية الثانية وهو معجب بسكارليت ومن ثم يصبح زوجها الثالث، وهو ينتمي إلى أسرة عريقة ولكنه يعتبر الشاة السوداء في القطيع الأبيض بسبب أعماله السيئة.[6] بعد وفاة فرانك كينيدي، تقدم ريت بتلر إلى سكارليت وطلب منها أن تتزوجه، مخبرًا إياها أنه يعلم أن الوقت غير ملائم، إلا أنه يخشى أن تتزوج من شخص آخر أثناء سفره، وأنها لن تسعى ورائه مرة أخرى من أجل اقتراض المال أو رهن أي شيء، بعد أن استطاعت تكوين ثروة هي وفرانك.[7]
- آشلي ويلكس: مُتزوج من ميلاني وهو حب سكارليت الأول.
- ميلاني هاملتون ويلكس: زوجة آشلي وهي امرأة لطيفة تصبح فيما بعد صديقة سكارليت المقربة.
- مامي: المربية التي ترعى سكارليت.
- جيرالد أوهارا: والد سكارليت وهو إيرلندي قصير القامة أحمر الوجه عريض الكتفين قوى البنية في الستين من عمره وصاحب مزرعة تارا.
- إيلين أوهارا: والدة سكارليت في الثامنة والثلاثين من عمرها، ذات قامة طويلة وعنق نحيل، شديدة الهدوء وحازمة هي فرنسية الأصل كان أبوها من جنود نابليون، وأمها من أسرة فرنسية.
- سويلين وكارين أوهارا: أختا سكارليت الصغيرتان.

## نبذة عن المؤلف
ولدت ميتشل في 8 نوفمبر 1900، كانت والدتها ايزابيل ستيفن من أصول أيرلندية كاثوليكية ووالدها يوجين ميتشل رجل قانون من اصول أسكتلندية وكانت العائلة تضم العديد من الجنود السابقين الذين قاتلوا في الحرب الأهلية وكانت ميتشل في طفولتها منبهرة بقصص الحرب التي كان يقصها عليها اقرباءها. صادفت ميتشل مشاكل في المدرسة في المرحلة الابتدائية بسبب كرهها لمادة الرياضيات التي وجدتها مادة معقدة وجعلتها تكره الذهاب للمدرسة وكانت والدتها تجبرها وتقودها إلى المدرسة رغما عنها. تمت خطوبتها على أحد شباب مدينتها وكان اسمه كليفورد هينري الذي التحق بالجيش الأمريكي في الحرب العالمية الأولى ولقي مصرعه في إحدى المعارك في فرنسا عام 1918.
بعد عام من مقتل خطيبها توفيت والدتها أثناء وباء الإنفلونزا عام 1919 وأصبحت ميتشل ربة البيت والمسؤولة عن رعاية والدها. في عام 1922 كان هناك رجلان في حياة ميتشل يتنافسان على كسب ودها، أحدهما كان لاعب كرة قدم سابق وصاحب مشاكل عديدة مع القانون واسمه بيرين أبشو والثاني كان صحفيا متزنا واسمه جون مارش. اختارت ميتشل صاحب السوابق أبشو ولكن ابشو لم يكن من النوع الملتزم وكان ينتقل من وظيفة إلى أخرى ولم يكن له مصدر دخل ثابت، إضطرت ميتشل إلى الاعتماد على نفسها ومن المفارقات في حياتها ان الرجل الثاني جون مارش الصحفي الذي رفضته ميتشل في السابق وفر لها عملا في صحيفته براتب 25 دولار في الأسبوع. انتهى زواج ميتشل من بيرين ابشو بالطلاق عام 1924 وفي عام 1925 تزوجت ميتشل من مارش واعتزلت الصحافة.

## مناقشة الحبكة

### العبودية
العبودية في رواية ذهب مع الريح خلفية لقصة هي في الحقيقة عن أشياء أخرى. كُتب أدب حقول جنوب أمريكا (يعرف أيضًا باسم الأدب المضاد لتوم، في إشارة إلى رواية هارييت بيتشر ستو المضادة للعبودية، كوخ العم توم (1852) من منتصف القرن التاسع عشر، والذي بلغ ذروته في ذهب مع الريح، من منظور وقيم المستعبِدين ويميل إلى إظهار العبيد على أنهم سعداء ومُذعنون.

#### نظام الطبقية
الشخصيات في الرواية منظمة في مجموعتين أساسيتين من حيث الطبقات: طبقة المزارعين البيض، مثل سكارليت وآشلي، وطبقة الخدم المنزليين السود. العبيد المصورون في ذهب مع الريح بمعظمهم خدم منزليون أوفياء، مثل مامي، وبورك، وبريسي، والعم بيتر. الخدم المنزليون أعلى «طبقة» من العبيد في نظام ميتشل الطبقي. هم اختاروا البقاء مع أسيادهم بعد إعلان تحرير العبيد عام 1863 وبعد التعديل الدستوري اللاحق في عام 1865 الذي أعلنهم أحرارًا. من الخدم الذين بقوا في تارا، كما تفكر سكارليت، «كان هناك روابط وخصائص ولاء ومثابرة وحب لا يمكن لشيء كسرها، ولا يمكن لمال شراءها».
يشكل عبيد الحقول الطبقة الأدنى في نظام ميتشل الطبقي. أخذ جنود الكونفدرالية عبيد الحقول من مزرعة تارا ورئيسهم، بيغ سام، لحفر الخنادق ولم يعودوا أبدًا إلى المزرعة. كتب ميتشل أن عبيد حقول آخرين كانوا «مخلصين» و«رفضوا أن يغنموا من الحرية الجديدة»، ولكن لا يظهر في الرواية عبيد حقول يقررون البقاء في المزارع للعمل بعد إعلان تحريرهم.

هرب الأمريكي ويليام ويلز براون من العبودية ونشر مذكراته، أو قصته بلسان الرقيق، في عام 1847. كتب عن التباين في الظروف بين الخدم المنزليين واليد العاملة في الحقول:
في أثناء الوقت الذي كان فيه كوك مشرفًا، كنت أنا خادمًا منزليًّا (وهو وضع أفضل من العمل في الحقول)، إذ كنت أتغذى بشكل أفضل، وأرتدي ثيابًا أفضل، ولم أكن مجبرًا على النهوض مع الجرس، بل بعده بنحو نصف ساعة. لطالما استلقيت واستمعت إلى صوت السياط، وصرخات الرقيق.

#### العبد الوفي والمخلص
رغم أن الرواية أطول من 1000 صفحة، فإن شخصية مامي لا تفكر أبدًا فيما ستكون حياتها عليه خارج تارا. ترى بأن حريتها تذهب وتأتي كما تريد، قائلةً: «أنا حرة، أيتها الآنسة سكارليت. لا يمكنك إرسالي لأية مكان لا أريد الذهاب إليه» ولكن مامي تبقي على ولائها لخدمة «طفلة السيدة إيلين». (لا يذكر أي اسم آخر لمامي في الرواية).

قبل نشر رواية ذهب مع الريح بثمانية عشر عامًا ناقشت مقالة بعنوان «مامي العجوز السوداء»، كتبت في مجلة كونفيديريت فّيتيران في عام 1918 النظرة الرومنسية لشخصية مامي التي لازمت الأدب الجنوبي في الولايات المتحدة:
... لأجل إخلاصها ووفائها؛ فقد خلدها أدب الجنوب؛ لذا لن يمحى ذكرها، ولكنها ستستمر في العيش في الحكايات التي تروى عن «تلك الأيام الجميلة المنسية».
تقترح ميكي ماكإيليا في كتابها التشبث بمامي، أن أسطورة العبد المخلص، في شخص مامي، علقت في الأذهان لأن الأمريكيين البيض تمنوا العيش في عالم لا يغضب فيه الأمريكيون الأفارقة من ظلم الاستعباد.
ذكرت الرواية الأكثر مبيعًا المضادة للاستعباد كوخ العم توم للكاتب هارييت بيتشر ستو، والمنشورة في عام 1852، بشكل سريع في ذهب مع الريح على أن اليانكيين قبلوها باعتبارها «وحي لا يتفوق عليه سوى الإنجيل». نتج عن الاهتمام طويل الأمد بكل من كوخ العم توم وذهب مع الريح ظهور صور نمطية عالقة في الأذهان عن عبيد القرن التاسع عشر الأمريكيين الأفارقة. أصبحت رواية ذهب مع الريح نقطة مرجعية للكتاب اللاحقين عن الجنوب، سواءً البيض منهم أو السود.

### الحسناء الجنوبية
الحسناء الجنوبية نمط بدائي للنساء اليافعات من طبقة العليا ما قبل الحرب في جنوب الولايات المتحدة الأمريكية. كان يعتقد أن الحسناء الجنوبية جذابة المظهر، ولكنها، وهو الأهم، ذات شخصية ساحرة ومهارات اجتماعية متطورة. هي تخضع للطريقة الصحيحة لتصرف الإناث. تشكل بطلة الرواية، سكارليت أوهارا، وهي ساحرة رغم عدم جمالها، مثالًا نموذجيًّا عن الحسناء الجنوبية.

لسكارليت اليافعة، تتمثل الحسناء الجنوبية المثالية من خلال أمها، إيلين أوهارا. في «دراسة في سكارليت»، المنشورة في ذا نيويوركر، كتبت كلوديا روث بيربونت:
ولدت الحسناء الجنوبية لتمثل فصيلة فرعية من «سيدة» القرن التاسع عشر... في حالة سكارليت، المثال يتجسد في أمها المحبوبة، إيلين الملائكية، والتي لا يرى ظهرها متكئًا على ظهر أي كرسي تجلس عليه، والتي يخطئ الناس في الظن بأن روحها محطمة الأشلاء هدوء مهذب...
ولكن سكارليت ليست دائمًا مطيعة. كتبت كاثرين لي سيدل في كتابها الحسناء الجنوبية في الرواية الأمريكية:
...يحاول جزء منها الثورة على قيود السلوك التي تحاول بكل جهدها قولبتها بالشكل الذي لا يناسب طبيعتها.
تعيش سكارليت، وهي تمثل شخص الحسناء الجنوبية المدللة، حالة من انعكاس الحظ والثراء، وتنجو لتعيد بناء تارا وترد اعتبار نفسها. خصالها السيئة الناتجة من كونها حسناء جنوبية (خداعها، وقسوتها، وتلاعبها، وسطحيتها)، على تباين مع خصال ميلاني الجيدة الخاصة أيضًا بالحسناوات (الثقة، والتضحية بالنفس، والولاء) تساعدها في النجاة من الجنوب الأمريكي ما بعد الحرب وتسعى وراء همها الأساسي، وهو أن تجني ما يكفي من المال للبقاء والازدهار. رغم ان سكارليت «ولدت» نحو عام 1845، فقد صورت بحيث تكون جاذبة لقراء الزمن المعاصر بسبب روحها الشغوفة والمستقلة، وتصميمها، ورفضها العنيد للشعور بالانهزام.

## المعالجة السينمائية
في عام 1939 تحولت الرواية إلى فيلم سينمائي مدته ثلاث ساعات و٤٢ دقيقة وهو يعد أطول الافلام الهليودي، فبعد أن قرر المنتج ديفيد أوسيلرنيك رئيس شؤون أفلام شركة أفلام سيلزنيك العالمية شراء حقوق رواية (ذهب مع الريح) لإنتاج فيلم مبني عليها بعد أن أقنعه بذلك المحرر القصصي (كاي براون) بعد شهر واحد من نشر الرواية في يونيو عام 1936 وبالفعل اشتراها سيلزنيك بمبلغ كبير وقياسي في ذلك الوقت (50 ألف دولار أمريكي).
قام ببطولة الفيلم (ذهب مع الريح) كلارك جيبل- فيفيان لي- ليزلي هوارد- أوليفيا ديهافيلاد- توماس ميتشل- بربارا أونيل وأخرجه المخرج فيكتور فليمنج، وقد ترشح الفيلم لثلاث عشرة جائزة من جوائز الأوسكار نال منها ثمان جوائز كانت كالتالي: أفضل فيلم- أفضل مخرج- أفضل ممثلة (فيفيان لي)- أفضل ممثلة دور ثانوي (هاتي مكدانيل) أفضل مخرج فني (ليل. ميلر) أفضل تصوير سينمائي ملون- أفضل مونتاج- أفضل سيناريو. وفي عام 1998 صنف معهد الفيلم الأمريكي الفيلم (ذهب مع الريح) في المرتبة الرابعة ضمن أفضل 100 فيلم أمريكي خلال القرن العشرين، وظل الفيلم حتى عام 2006 ثاني أعلى الأفلام إيراداً في تاريخ السينما الأمريكية، كما أصدرت الحكومة الأمريكية طابعاً تذكارياً بمناسبة مرور 25 عاماً على عرض الفيلم.

## حقائق
- الرواية احتوت على 1037 صفحة، تحولت إلى فيلم سينمائي مدته 3 ساعات و42 دقيقة.
- ترجمت الرواية إلى ثلاثين لغة منها اللغة العربية.
- عند صدورها عام 1936 وصل حجم مبيعاتها إلى 50 ألف نسخة في يوم واحد.
- بمناسبة مرور ربع قرن على صدور الرواية أصدرت الحكومة الأمريكية طابعا تذكارياً.
- الكاتبة مارغريت ميتشل توفيت وهي تبلغ من العمر 49 عاماً، وهي من بين القلائل الذين خلد اسمهم من عمل واحد فقط وهو ذهب مع الريح.

## وصلات خارجية
- عن الفيلم والرواية جريدة الراي الأردنية ملحق ابوتب 6/8/2014

## روابط خارجية
- ذهب مع الريح على موقع الموسوعة البريطانية (الإنجليزية)